# زخرط ليوتاردي
الزخرط الليوتاردي أو الغاجية الليوتاردية (باللاتينية: Gagea liotardii) نوع نباتي يتبع جنس الزخرط من الفصيلة الزنبقية.

## الموطن والانتشار
النبات واطن في المغرب العربي وبلاد الشام والعراق وكثير من مناطق أوروبا وآسيا الوسطى.